# Michlech
Michlech (Мишлеш) est un village du Daghestan en fédération de Russie appartenant au raïon (district) des Routoules, situé dans les montagnes du Caucase à 2 240 mètres d'altitude. Sa population, de confession sunnite, était de 1 241 habitants en 2002.

## Géographie
Michlech se trouve perché originellement sur la rive droite du cours supérieur du Samour à flanc de montagne. Il est délimité au nord par le village de Mouslakh, à l'ouest par le village de Koch et au sud-ouest par le village de Stary Souvaguel qui est situé en Azerbaïdjan. Le village s'étend aujourd'hui de l'autre côté du fleuve et possède quatre petits ponts.

## Histoire
Le village peuplé de Tsakhours (sous-groupe ethnique des Lezguiens) a pris part aux combats contre les Mongols, les Timourides, les Perses et les Turcs.
Les calligraphes de Michlech qui écrivaient en caractères arabes se sont fait une certaine réputation du XIIe siècle au XIXe siècle.
Ce petit village de montagne possédait avant la révolution d'Octobre une petite médersa où venaient étudier les petits garçons des villages environnants.

## Architecture
- Mosquée du village avec minaret construite au XIIIe siècle par la veuve du cheikh Soultan Emir al-Bogdo. Originaire de Syrie, c'était un émir réputé pour sa piété
- Mausolée de Soultan Emir al-Bogdo
- Restes de rempart
- Maison d'Atchleï Ibragim-Iouzbachi datant de 1870, inscrite à la liste du patrimoine historique du Daguestan